# Новый Колутон
Но́вый Колуто́н (каз. Жаңа Қалқұтан) — село в Астраханском районе Акмолинской области Казахстана. Административный центр Острогорского сельского округа. Код КАТО — 113651100. 

## География
Село расположено на правом берегу реки Аршалы, в северной части района, на расстоянии примерно 43 километров (по прямой) к северо-западу от административного центра района — села Астраханка.
Абсолютная высота — 289 метров над уровнем моря.
Климат холодно-умеренный, с хорошей влажностью. Среднегодовая температура воздуха положительная и составляет около +3,8°С. Среднемесячная температура воздуха в июле достигает +20,1°С. Среднемесячная температура января составляет около -14,8°С. Среднегодовое количество осадков составляет около 430 мм. Основная часть осадков выпадает в период с июня по август.
Ближайшие населённые пункты: село Острогорское — на северо-востоке, село Айнаколь — на юго-востоке, аул Караколь — на юго-западе.
С территории села начинается автомобильная дорога областного значения — КС-8 «Новый Колутон — Акколь — Азат — Минское».

## История
Первоначально село имело название «Дубырбай» и она имеет свою легенду "...Раньше на территории нашего села жил бай его звали Дубырбай.Он определил лучшие места для постройки домой чтобы их не заливало при разливе реки Аршалы. И при смерти он попросил похоронить его на водопое его табуна чтобы всегда слышать их топот. в 1884 году в составе Мариинской волости Атбасарского уезда Акмолинской области. Дворов в поселении было — 40. Число наличных душ — 252 (мужчин — 123, женщин — 129). На 1 двор приходилось 147,2 десятин, на мужчину — 47,9, на 1 душу обоего пола — 23,4.

## Население
В 1989 году население села составляло 1298 человек (из них русские — 63 %).
В 1999 году население села составляло 896 человек (454 мужчины и 442 женщины). По данным переписи 2009 года, в селе проживало 709 человек (348 мужчин и 361 женщина).
| Численность населения | Численность населения | Численность населения |
| 1989                  | 1999                  | 2009                  |
| --------------------- | --------------------- | --------------------- |
| 1298                  | ↘896                  | ↘709                  |

## Улицы[8]
- ул. Аль-Фараби
- ул. Динмухамеда Кунаева
- ул. Достык
- ул. Женис